# Pope-Vannoy Landing
Pope-Vannoy Landing is een plaats (census-designated place) in de Amerikaanse staat Alaska, en valt bestuurlijk gezien onder Lake and Peninsula Borough.

## Demografie
Bij de volkstelling in 2000 werd het aantal inwoners vastgesteld op 8.

## Geografie
Volgens het United States Census Bureau beslaat de plaats een oppervlakte van
148,3 km², waarvan 126,5 km² land en 21,8 km² water.

## Plaatsen in de nabije omgeving
De onderstaande figuur toont nabijgelegen plaatsen in een straal van 56 km rond Pope-Vannoy Landing.